# La Prophétie de l'horloge
Pour plus de détails, voir Fiche technique et Distribution.
La Prophétie de l'horloge ou La Pendule d'Halloween au Québec (The House with a Clock in Its Walls) est un film fantastique horrifique américain réalisé par Eli Roth, sorti en 2018. Il s’agit de l’adaptation du roman La Pendule d'Halloween de John Bellairs. Qui a changé de nom pour devenir les aventures de Lewis Barnavelt et La Prophétie de l'horloge.

## Synopsis
En 1955, après la mort de ses parents dans un accident de voiture, Lewis Barnavelt, dix ans, déménage pour vivre avec son oncle Jonathan à New Zebedee, Michigan. Tout ce qu'il lui reste de ses parents, c'est une Magic 8-Ball qu'ils lui avaient offert et une photo de famille. En entrant dans sa nouvelle maison, il rencontre la voisine et associée de Jonathan, Florence Zimmerman.
Pendant la nuit, Lewis est perplexe lorsqu'il entend un tic-tac dans les murs. Lewis commence à explorer la maison et tombe sur Jonathan en train de briser un mur avec une hache. Effrayé, il s'enfuit et rencontre plusieurs objets ménagers qui prennent vie. Jonathan avoue qu'il est un sorcier tout comme Florence. Les précédents propriétaires de la maison étaient un sinistre sorcier nommé Isaac Izard (un ancien ami orphelin de Jonathan qui a été traumatisé durant les combats de la Seconde Guerre mondiale) et sa femme tout aussi méchante, Selena. Isaac et Selena avaient apparemment caché une horloge dans les murs de la maison avant de mourir, et Jonathan a essayé de trouver l'horloge et de découvrir son utilité. Malgré les mises en garde de Jonathan, Lewis commence à apprendre la magie en autodidacte.
Lors de son premier jour dans sa nouvelle école, Lewis rencontre Tarby Corrigan, qui se lie d'amitié avec lui pendant la campagne de Tarby pour le poste de délégué de classe. Lorsque Tarby remporte les élections, il abandonne Lewis. La mère de Lewis lui rend visite en rêve. Lorsqu'il déplore que Tarby ne le considère pas comme un ami, elle lui suggère d'utiliser un sort d'un livre interdit pour impressionner Tarby. Le soir d'Halloween, Lewis exécute un sort de nécromancie dans un cimetière, libérant accidentellement le fantôme d'Isaac de sa tombe.
Lewis aperçoit Isaac à la fenêtre de la maison de la voisine, Mme Hatchett. Il la sauve d'Isaac et l'amène de l'autre côté de la rue jusqu'à la maison de Jonathan, mais avant de pouvoir trouver Jonathan, Isaac les confronte à la porte d'entrée. Il révèle que Mme Hatchett est en réalité Selena, qui a tué Mme Hatchett, a pris sa place et a utilisé ses os pour fabriquer la clé de l'horloge. C'est également Selena qui a pris l'apparence de la mère de Lewis pour le persuader d'invoquer Isaac. Isaac explique que les plans de son horloge cachée proviennent du démon Azazel, qui lui a donnés alors qu'il cherchait à se soulager des visions d'horreur dont il avait été témoin pendant la guerre. L’horloge remontera le temps pour que l’humanité n’ait jamais existé et annulera les horreurs dont elle a été témoin au cours de l'histoire. Jonathan, Florence et Lewis sont chassés de la maison.
En utilisant la boule magique de Lewis pour connaître l'emplacement de l'horloge sous la chaufferie, les trois reviennent dans la maison en évitant Isaac et Selena qui sont aux aguets pour chasser les intrus. Florence bat un serpent qui garde la pièce pendant que les autres poursuivent Isaac. L'horloge transforme tout le corps de Jonathan en corps de bébé, à l'exception de son visage qu'il avait protégé avec des cartes. Lewis consulte sa boule magique, qui lui répond de "Faire ses adieux". Il se rend compte qu'il doit abandonner la douleur de perdre ses parents pour exploiter son véritable pouvoir. Il stoppe l'horloge en laissant tomber la balle, ce qui bloque les engrenages de l'horloge. Ensuite, Lewis fait exploser Isaac et Selena avec la magie qu'il canalise depuis l'horloge. Ils tombent, rajeunissent et se désintègrent, ne laissant que leur costume et leur robe.
Lewis retourne à l'école avec plus de confiance et se venge de Tarby et de ses amis en faisant rebondir comme par magie un ballon de basket sur leur visage tout en réussissant à marquer un panier au passage, impressionnant ses autres camarades de classe. Il se lie ensuite d'amitié avec une fille nommée Rose Rita Pottinger, une passionnée d'insectes et qui semble avoir le béguin pour Lewis. À la fin de la journée, Jonathan et Florence sont montrés en train d'aller chercher Lewis à l'école, tous les trois vivent désormais comme une famille ordinaire.

## Fiche technique
Sauf indication contraire, les informations mentionnées dans cette section peuvent être confirmées par la base de données cinématographiques IMDb,  présente dans la section « Liens externes ».
- Titre original : The House with a Clock in Its Walls
- Titre français : La Prophétie de l'horloge
- Titre québécois : La Pendule d'Halloween[1]
- Réalisation : Eli Roth
- Scénario : Eric Kripke, d'après le roman La Pendule d'Halloween de John Bellairs
- Direction artistique : Andres Cubillan et Walter P. Martishius
- Costumes : Marlene Stewart
- Photographie : Rogier Stoffers
- Montage :
- Musique : Nathan Barr
- Production : Brad Fischer, Laeta Kalogridis et James Vanderbilt
- Sociétés de production : Amblin Entertainment et Mythology Entertainment
- Société de distribution : Universal Pictures
- Pays d'origine :  États-Unis
- Langue originale : anglais
- Format : couleur
- Genre : fantastique horrifique, comédie
- Durée : 105 minutes
- Dates de sortie :
  - États-Unis : 21 septembre 2018
  - France : 26 septembre 2018
- PG aux États-Unis
- Tous publics

## Distribution
- Jack Black (VF : Philippe Bozo ; VQ : François L'Écuyer) : Jonathan Barnavelt
- Cate Blanchett (VF : Isabelle Gardien ; VQ : Anne Dorval) : Florence Zimmerman
- Owen Vaccaro (VF : Timothé Vom Dorp ; VQ : Paul Malo) : Lewis Barnavelt
- Kyle MacLachlan (VF : Bernard Lanneau ; VQ : Daniel Picard) : Isaac Izard
- Renée Elise Goldsberry (VF : Astrid Bayiha) : Selena Izard
- Colleen Camp (VF : Béatrice Michel ; VQ : Marie-Andrée Corneille) : Mme Hanchett
- Sunny Suljic (VF : Oscar Pauwels ; VQ : Mathéo Savard-Piccinin) : Tarby Corrigan
- Lorenza Izzo (VF : Pascale Mompez ; VQ : Marie-Laurence Boulet) : la mère de Lewis
- Braxton Bjerken (VF : Kylian Trouillard ; VQ : Lorik Saxena) : Woody Mingo
- Vanessa Anne Williams (VF : Lévanah Solomon ; VQ : Elia St-Pierre) : Rose Rita Pottinger
- Eli Roth : Comrade Ivan

version française (VF) sur AlloDoublage; version québécoise (VQ) sur Doublage.qc.ca

## Production
En juin 2017, il est annoncé qu'Eli Roth va réaliser une adaptation cinématographique du roman La Pendule d'Halloween de John Bellairs avec Jack Black en tête d'affiche. En août 2017, Cate Blanchett est en négociations pour apparaitre également dans le film. En septembre 2017, Kyle MacLachlan et Owen Vaccaro sont respectivement choisis pour incarner le sinistre Isaac Izard et le jeune orphelin Lewis Barnavelt,. Colleen Camp incarne quant à elle Mme Hanchett. Elle est suivie par Renée Elise Goldsberry, Vanessa Anne Williams et Sunny Suljic.
Le tournage débute en octobre 2017.